# Mia Audina
Mia Audina (n. 22 august 1979, Jakarta, Indonezia) este o jucătoare de badminton ce a reprezentat Indonezia, medaliată olimpică. A participat la 3 ediții ale Jocurilor Olimpice (1996, 2000, 2004) în care a câștigat două medalii de argint.